# Museum of Comic Art

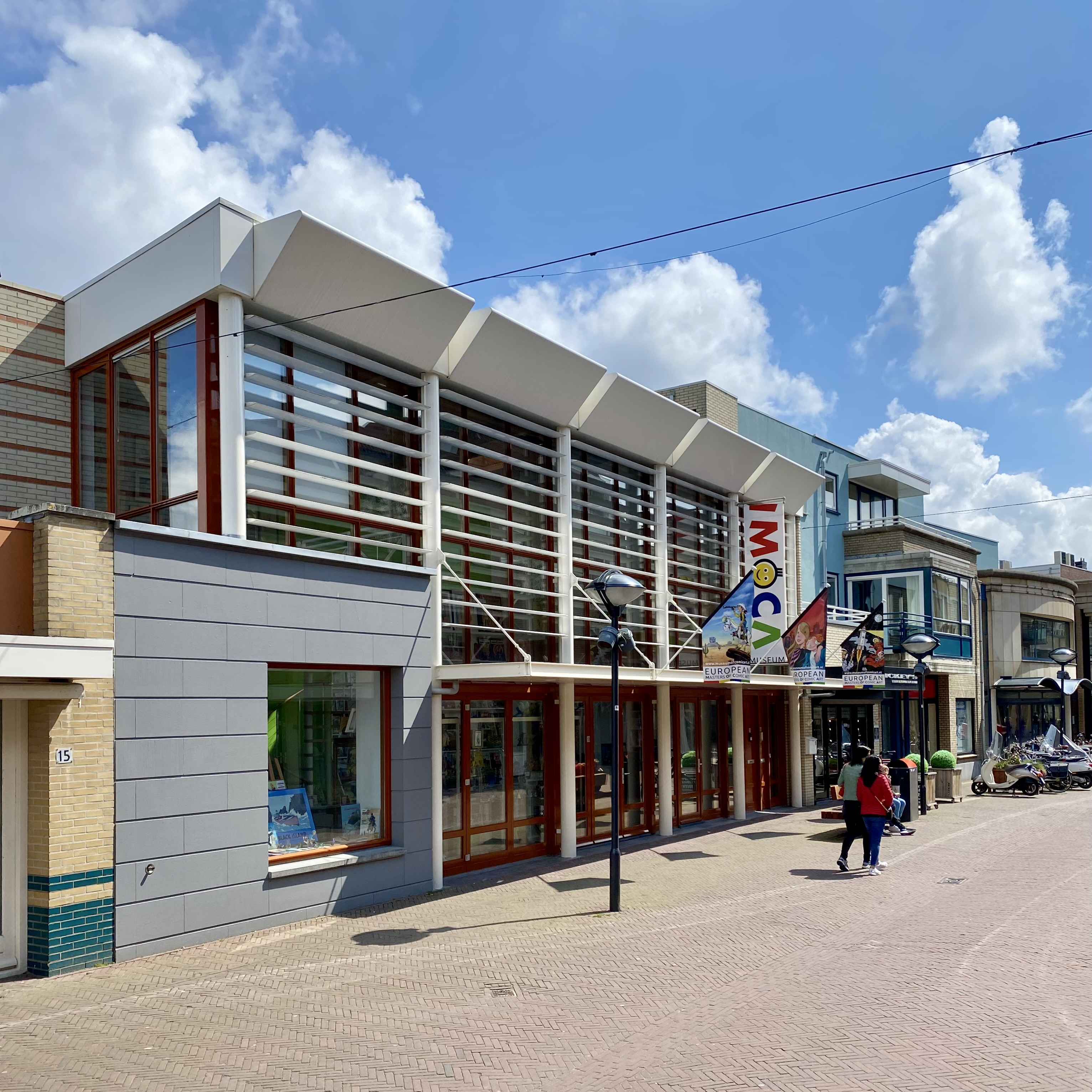
Het Museum of Comic Art (MoCA) in Noordwijk aan Zee.

Het Museum of Comic Art, afgekort tot MoCA, is een museum gericht op strips en stripauteurs, gevestigd aan de Bomstraat in Noordwijk.

## Geschiedenis
Naar aanleiding van het faillissement van het Strips! Museum in 2017 en de fusie van het Nederlands Stripmuseum tot Storyworld in 2019, richtte architect Arie Korbee samen met een aantal strip-fanaten en -historici het Museum of Comic Art op, dat werd ondergebracht in een stichting. Een aparte stichting (De Arko Collectie) werd opgericht, waarin de originelen in bezit van de oprichter worden bewaard. De collectie van Korbee vormt de basis van het museum en wordt per tentoonstelling aangevuld met ander origineel werk. Het doel is met twee tentoonstellingen per jaar te komen en daarnaast andere stripgerelateerde activiteiten mogelijk te maken, zoals de presentatie van stripalbums of boeken over strips.
In het najaar van 2020 startte het museum met een eerste tentoonstelling, die enkel toegankelijk was voor vrienden van het museum.
In eerste instantie was het de bedoeling het museum voor het publiek open te stellen in het voorjaar van 2021, maar onder meer door de coronacrisis werd besloten de opening uit te stellen tot de zomer van 2021.
Het museum opende haar deuren op 19 juni 2021. Het museum zegt te mikken op 10.000 bezoekers op jaarbasis.
In 2024 had het museum haar eerste crowdfunding voor het medefinancieren van de tentoonstelling '50 jaar Stripschapprijs'.

## Tentoonstellingen
Het museum heeft geen vaste tentoonstelling; elk half jaar richt het museum een wisseltentoonstelling in.
Het museum organiseerde:
- European masters of comic art (met bijbehorende gelijknamige catalogus[8]) (2021)
- Grensverleggers. Innovative dutch comic artists (met bijbehorende gelijknamige catalogus[9]) (2021)
- 70 Jaar een vrolijk weekblad Donald Duck, 70 Years of Dutch Disney comics (met bijbehorend gelijknamige catalogus[10]) (2022)
- 80 Jaar Toonder Studio's, 80 years of Toonder Studios (met bijbehorende gelijknamige catalogus[11]) (2022)
- Beestenboel. Animal characters in comic art (met bijbehorende gelijknamige catalogus[12]) (2023)
- Covers. Eén goed beeld - de cover- zegt meer dan 1000 woorden! (met bijbehorende gelijknamige catalogus) [13] (2023-2024)
- Krantenstrips - The first influencers (met bijbehorende gelijknamige catalogus)[14] (2024)
- 50 Jaar Stripschapprijs (met bijbehorende gelijknamige catalogus)[15] (2024-2025)
- Suske en Wiske 80 'A Studio Of Heroes' (met bijbehorende gelijknamige catalogus)[16] (2025)

## Verkooptentoonstellingen
Het museum organiseert regelmatig tentoonstellingen van origineel werk van stripkunstenaars, dat is aan te schaffen in de stripwinkel. Uiteraard blijft het originele werk in de looptijd van de tentoonstelling in het museum hangen.
- 1ste expositie: 1 september 2023 t/m 12 november 2023 van: Dick Matena
- 2de expositie: 10 december 2023 t/m 3 maart 2024 van: Toon van Driel
- 3de expositie: 10 maart 2024 t/m 31 augustus 2024 van: Tim Artz
- 4de expositie: 22 september 2024 t/m 2 maart 2025 van: Wilma van den Bosch
- 5de expositie: 30 maart 2025 t/m 25 juli 2025 van: Aloys Oosterwijk

## Galerij

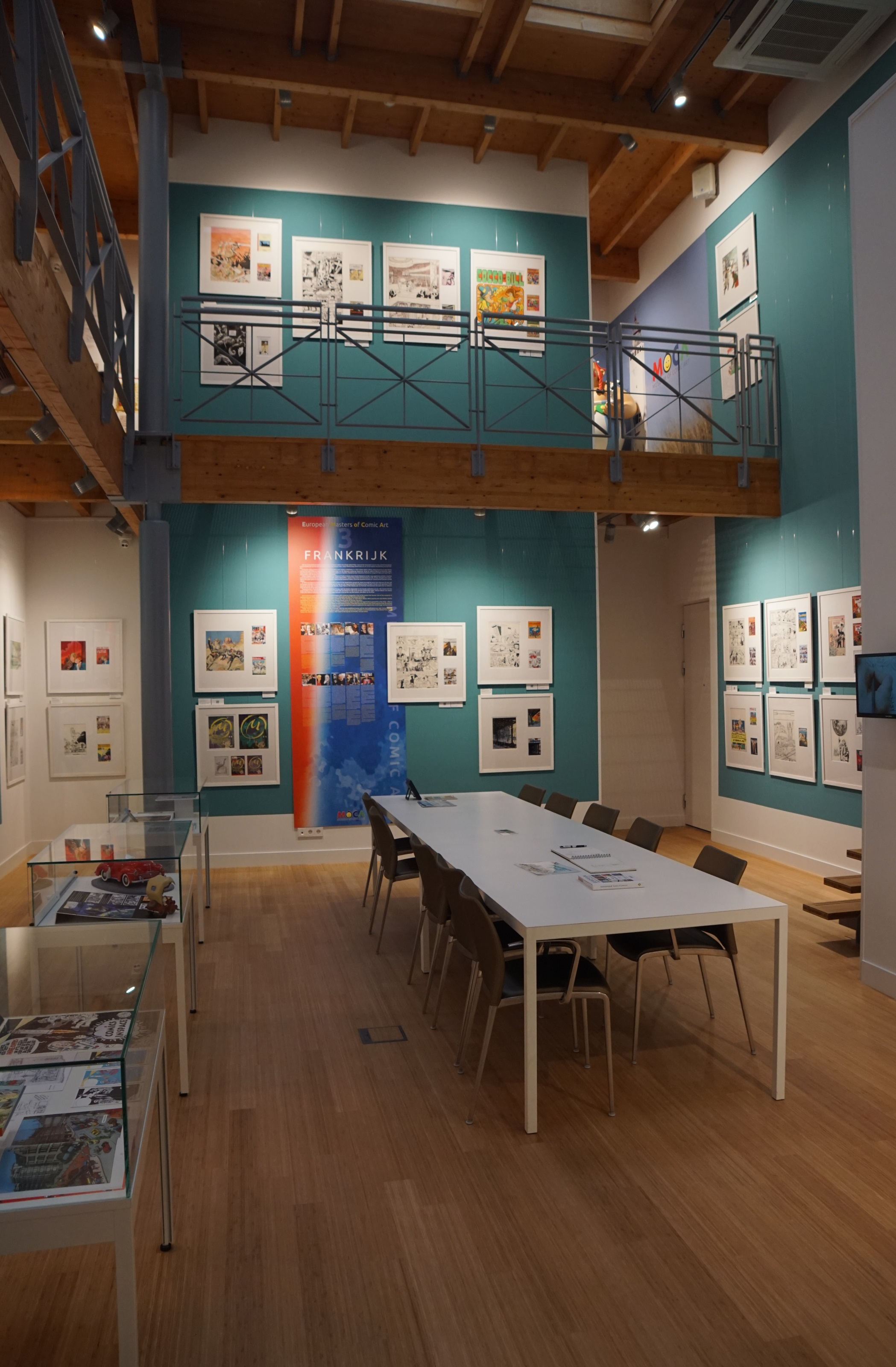
Begane grond.
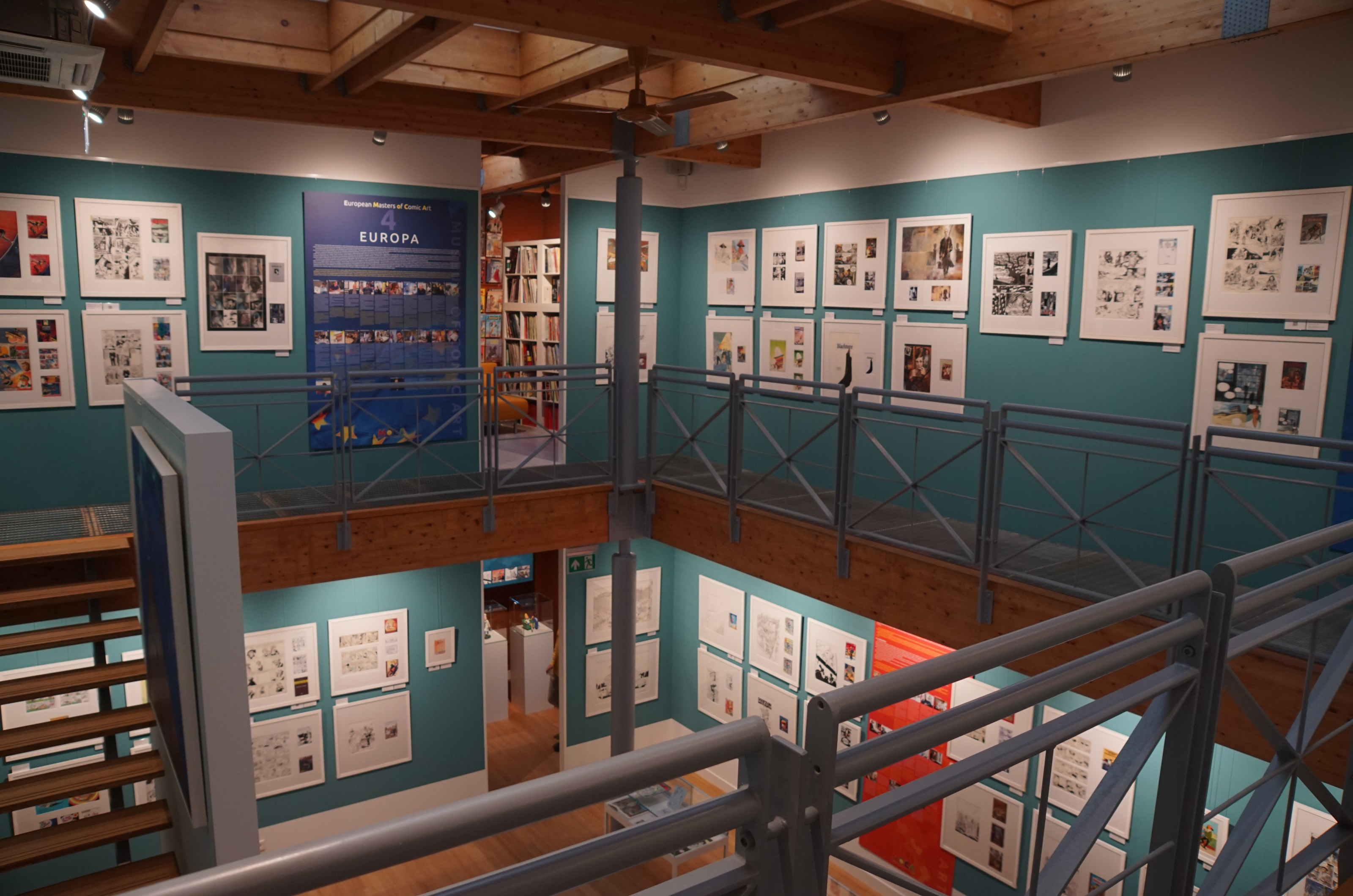
Eerste verdieping.
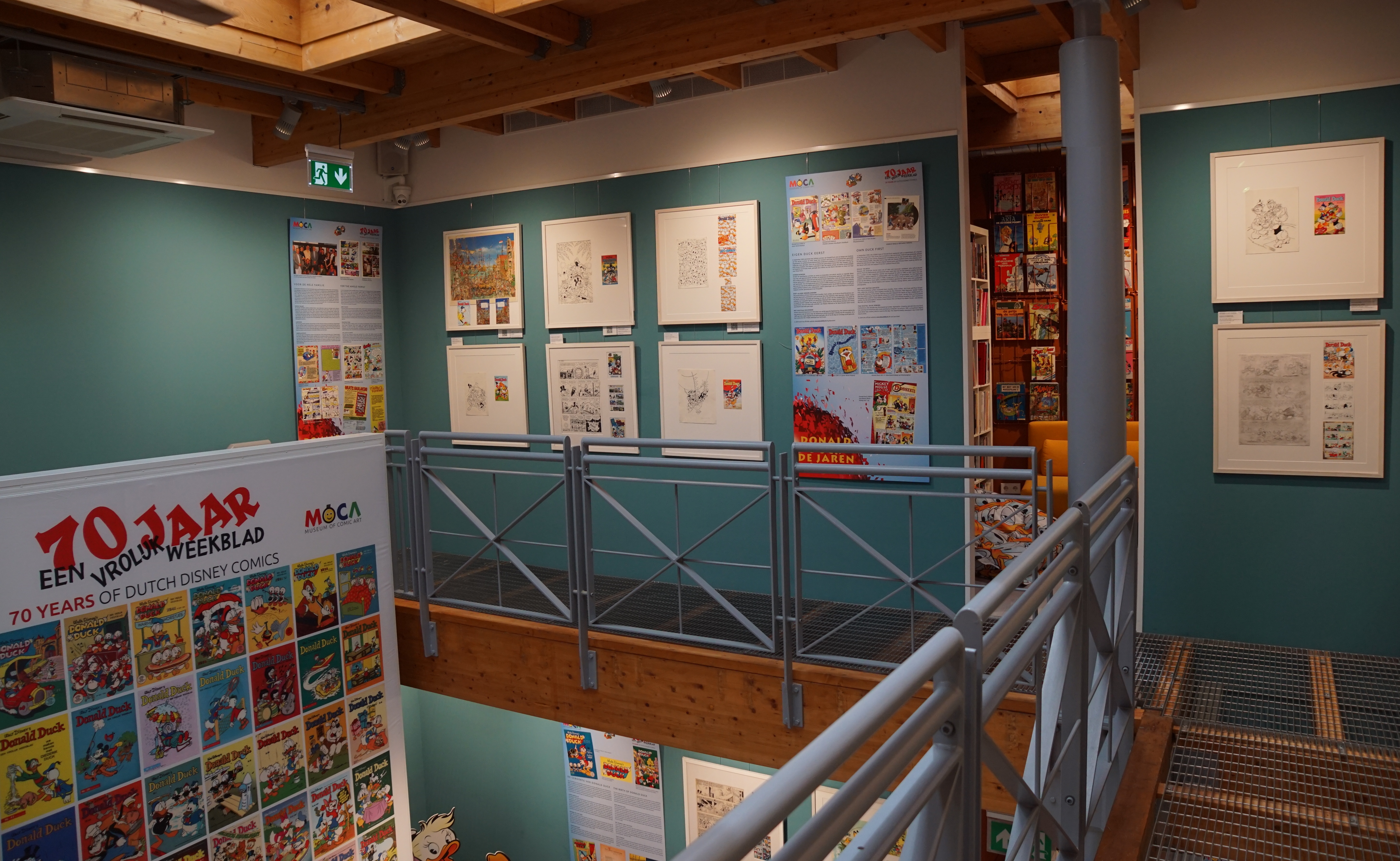
Tentoonstelling 70 jaar een vrolijk weekblad Donald Duck (2022)
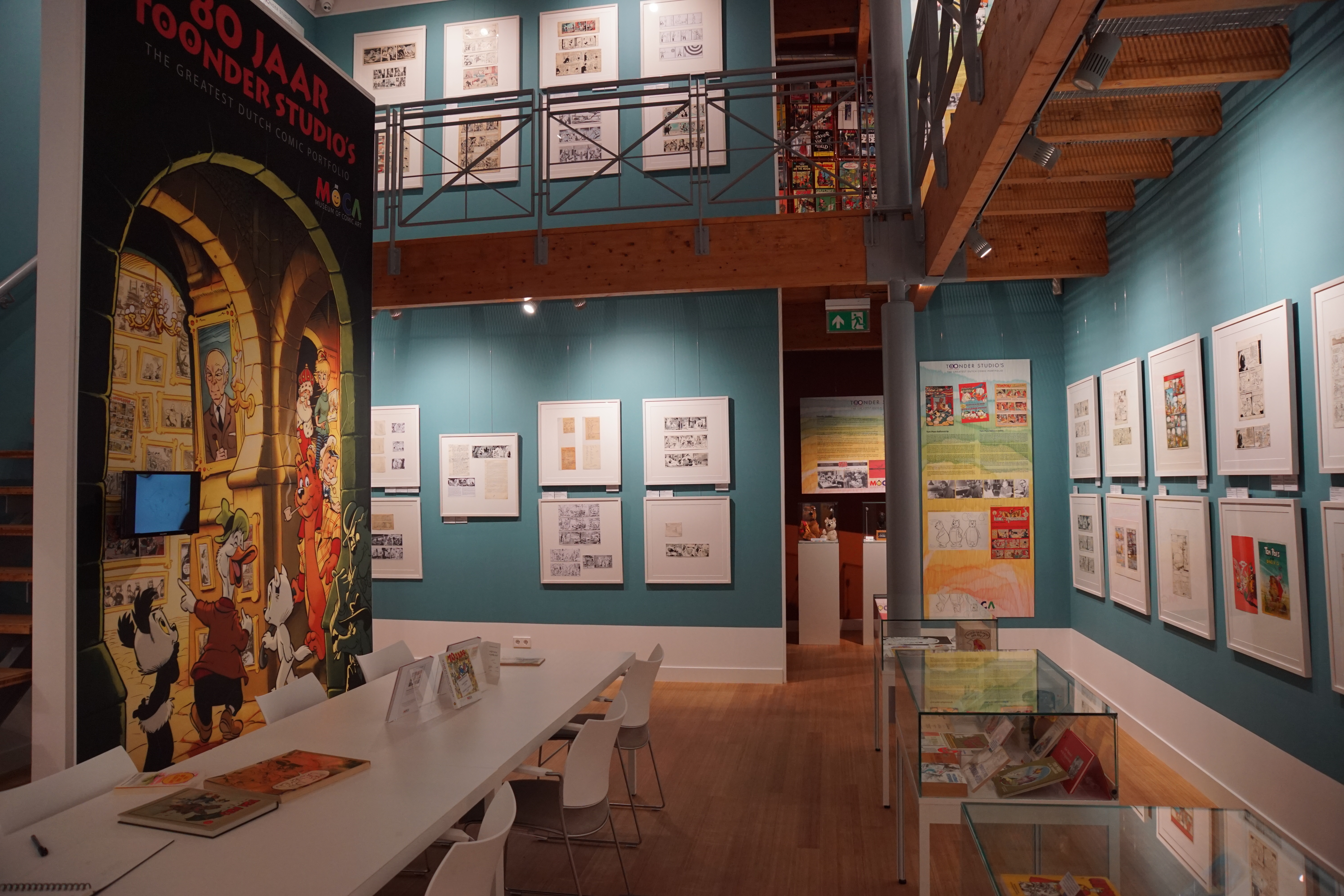
Tentoonstelling 80 jaar Toonder Studio's (2022)
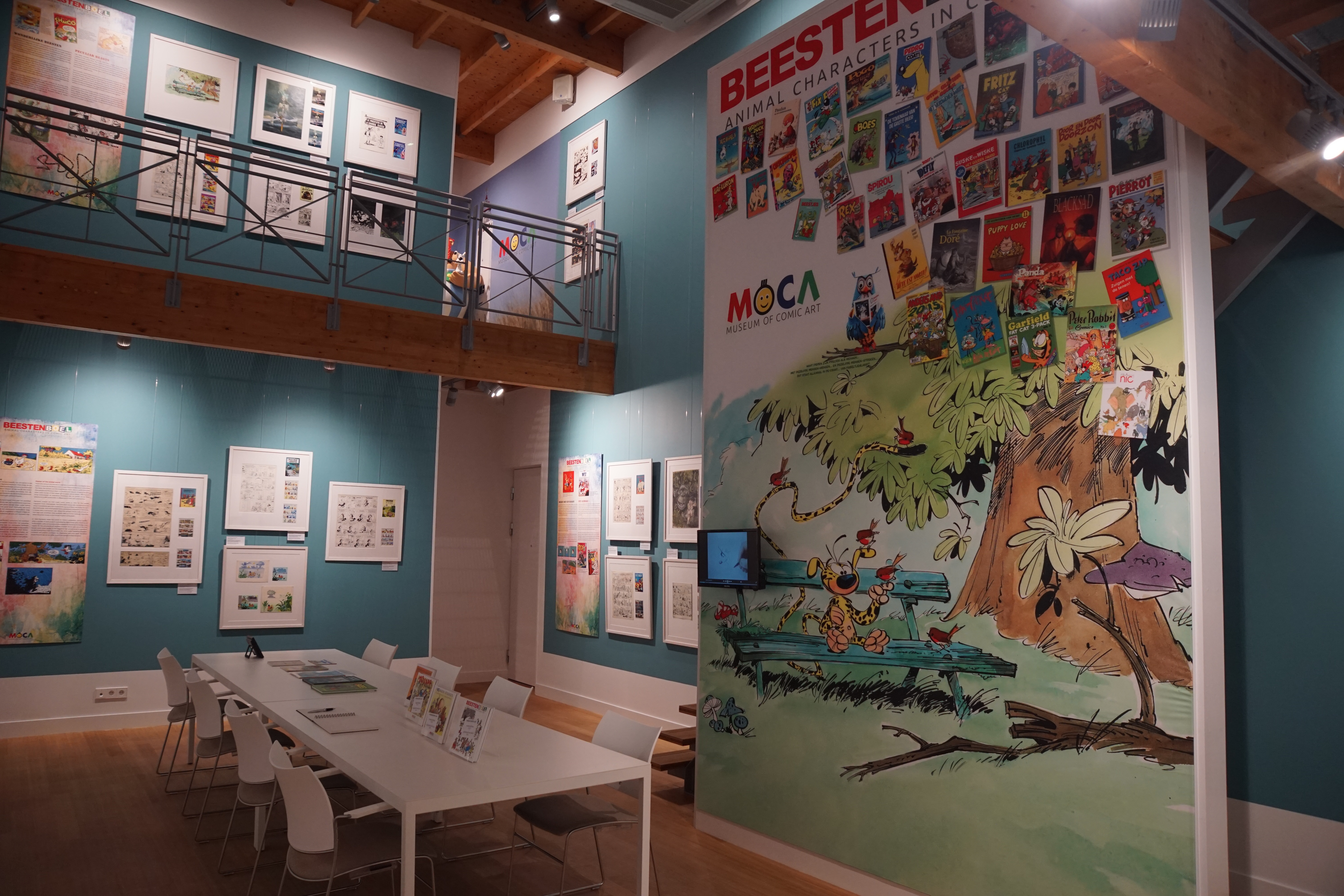
Tentoonstelling Beestenboel (2023)
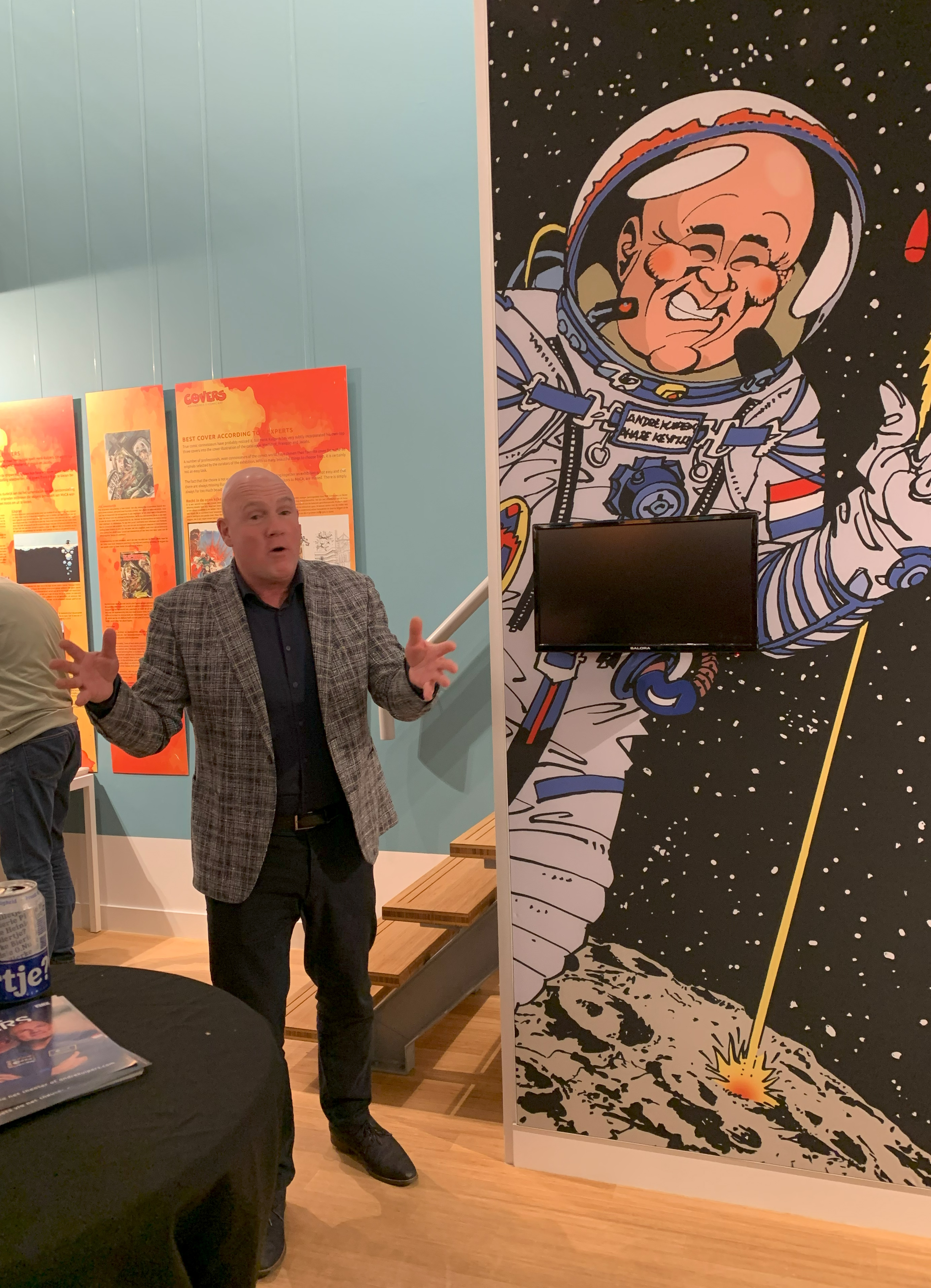
Opening van Covers (2023) door Andrë Kuipers
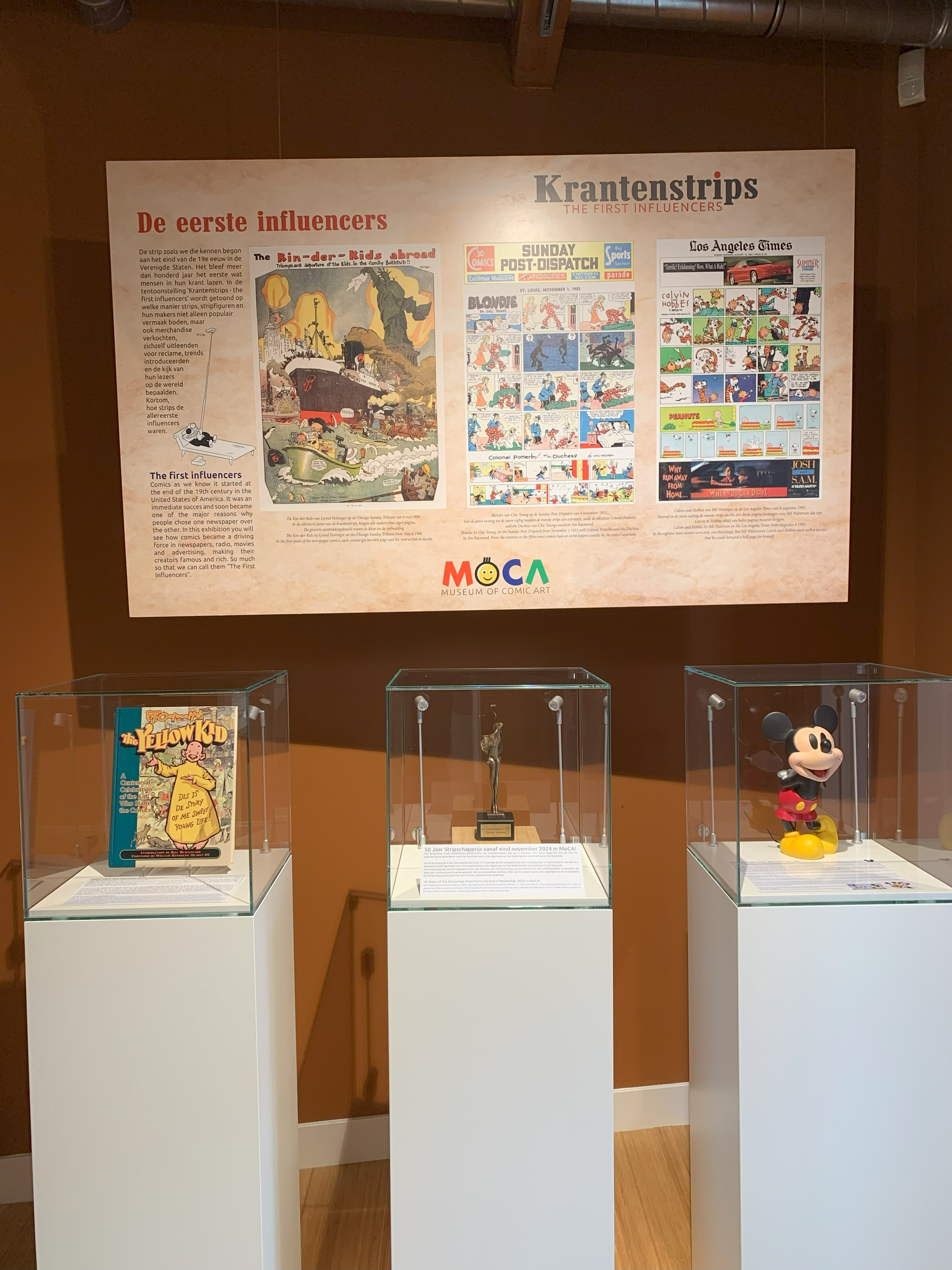
Tentoonstelling Krantenstrips - the first influencers (2024)
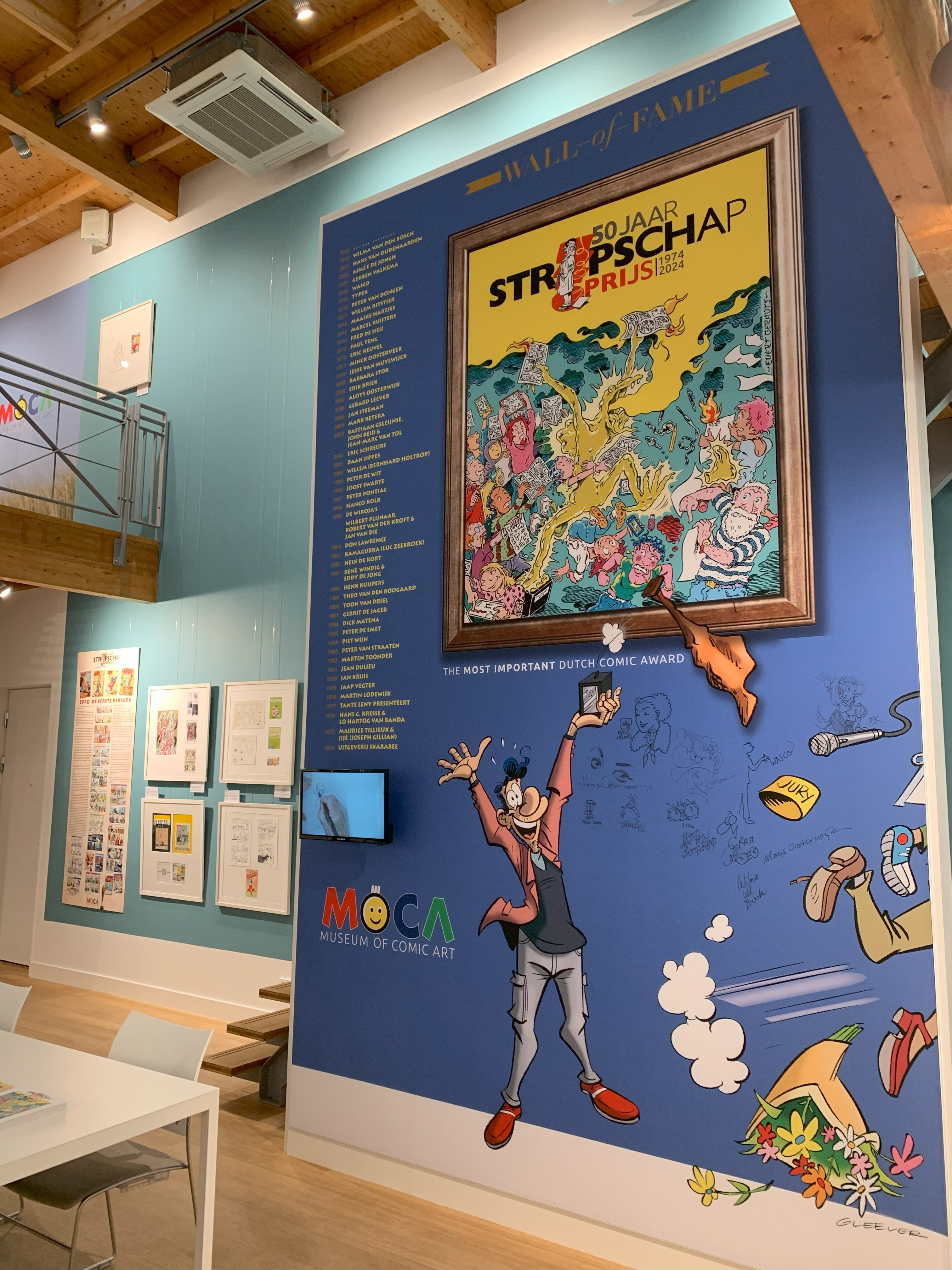
Tentoonstelling '50 jaar Stripschapprijs' (2024-2025)
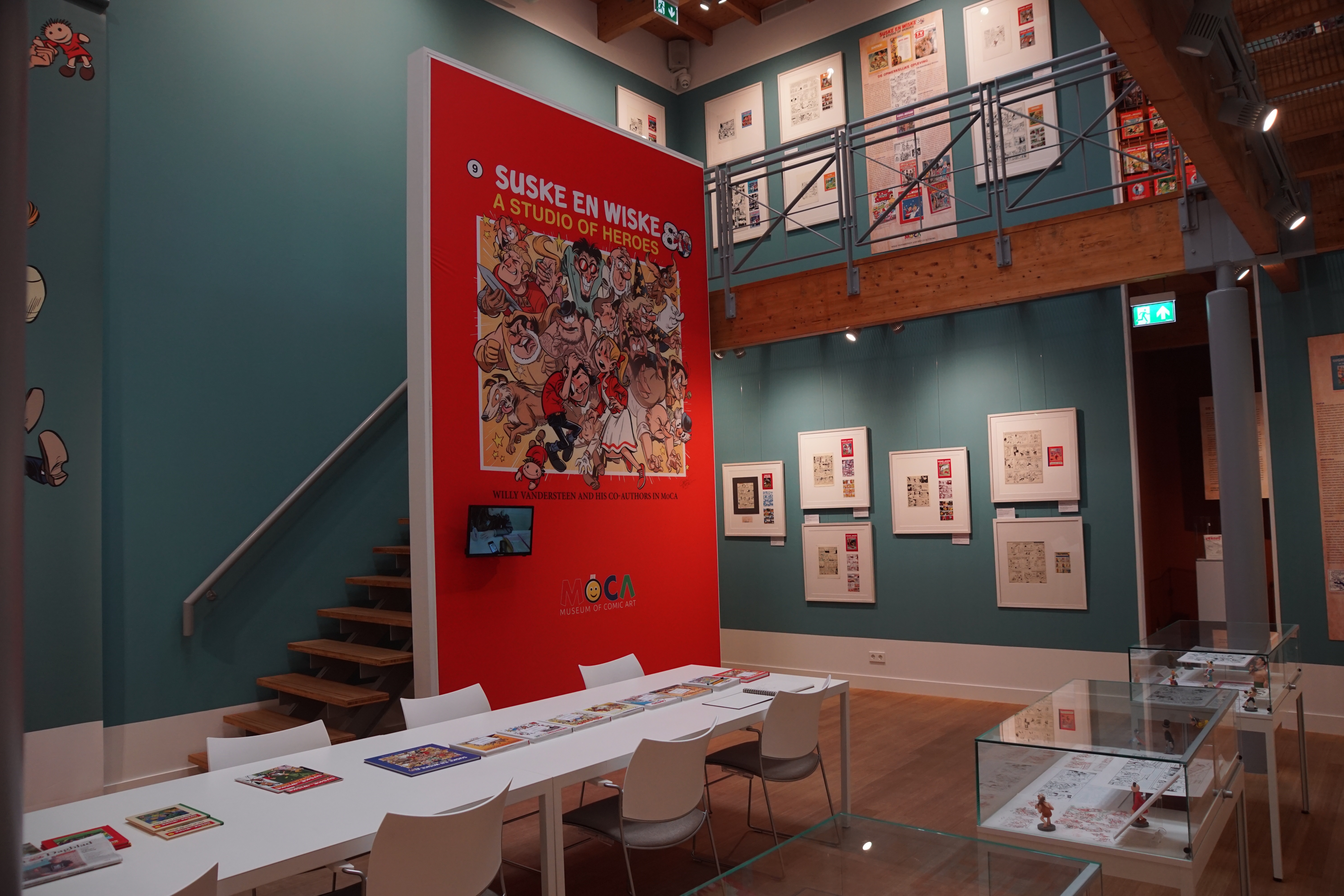
Tentoonstelling Suske en Wiske 80 'A Studio of Heroes' (2025)